# Antenna Baden-Württemberg

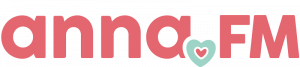
Ehemaliges Logo bis 31. August 2023

Antenna Baden-Württemberg (Eigene Schreibweise: antenna BADEN-WÜRTTEMBERG) ist ein Radiosender der Medienhaus Südwest GmbH & Co. KG., der sich an Frauen von 14 bis 39 Jahren richtet.

## Sendeplatz
Der Sender ging unter dem Namen anna.FM am 1. Februar 2021 im DAB+-Landesmux von Baden-Württemberg auf Kanal 11B auf Sendung und ersetzte dort die Rock Antenne. Parallel dazu wurde das Programm von anna.FM auch auf der Website des Senders als Internetstream verbreitet. anna.FM war ein Schwestersender von Die neue Welle, baden.fm und Donau 3 FM.
Am 1. September 2023 wurde der Sender von anna.FM in Antenna Baden-Württemberg umbenannt.

## Programm
Es finden drei moderierte Programmstrecken statt: Morgens live aus Karlsruhe, die Daytime aus Freiburg und die Drivetime aus Ulm. Die Morgensendung wird von Vanja Borko moderiert, 10–14 Uhr sendet Julica Goldschmidt und von 14 bis 18 Uhr ist Saskia Ochner zu hören. Inhaltlich finden sich vor allem Themen, die vermeintlich besonders Frauen interessieren; dazu zählen die Bereiche Lifestyle, Gesundheit, Ernährung und Wellness. Alle Inhalte werden auf der Website des Senders online gespiegelt.
Die Kolumnistin Silke Burmester kritisierte in einem Artikel in der Süddeutschen Zeitung, dass es sich bei den Geschäftsführern von Anna.FM ausschließlich um Männer handele.